# Hay un lugar
Hay un lugar es el álbum debut de la banda argentina de heavy metal O'Connor, publicado en 1999 por Sum.

## Lista de canciones
Todas las canciones por Claudio O'Connor y Hernán García, excepto «Supernaut» por Geezer Butler, Tony Iommi, Ozzy Osbourne y Bill Ward.

| N.º | Título                                                              | Duración |  |
| 1.  | «Reflexión»                                                         | 4:13     |  |
| 2.  | «Cuantas palabras»                                                  | 4:08     |  |
| 3.  | «Bajezas»                                                           | 3:52     |  |
| 4.  | «Tus sermones»                                                      | 4:38     |  |
| 5.  | «Se extraña araña»                                                  | 4:04     |  |
| 6.  | «Imperdonable»                                                      | 4:44     |  |
| 7.  | «Hay un lugar»                                                      | 6:24     |  |
| 8.  | «Sombras de placer»                                                 | 5:27     |  |
| 9.  | «Las entrañas»                                                      | 4:51     |  |
| 10. | «Triste ansiedad»                                                   | 3:30     |  |
| 11. | «Supernaut» (Black Sabbath Cover de Black Sabbath del disco Vol .4) | 3:58     |  |

## Créditos
- Claudio O'Connor - voz
- Walter Curri - guitarra
- Hernán García - bajo
- Pablo Naydón - batería